# Franz Gabriel Fiessinger

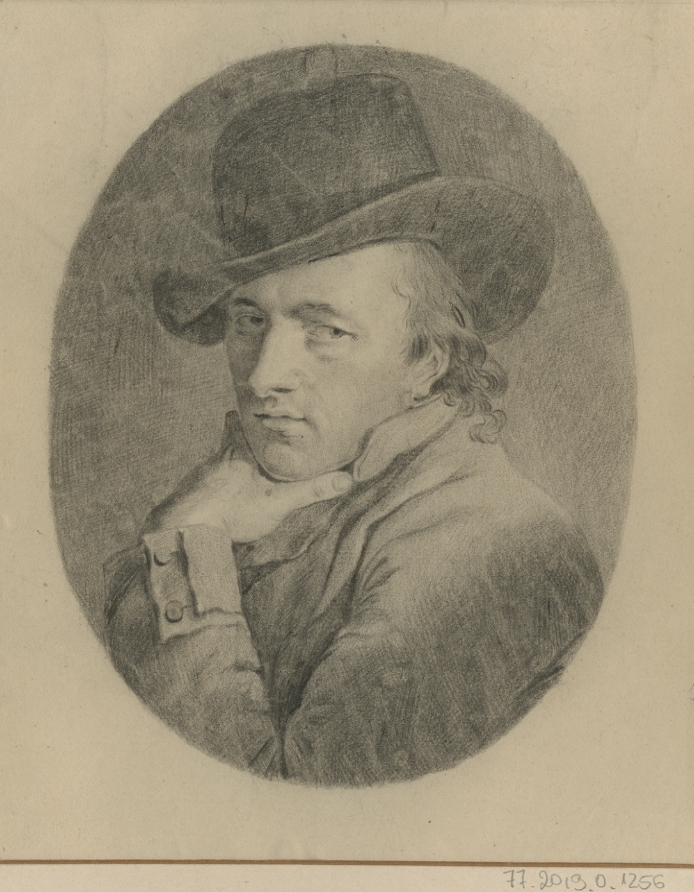
Franz Gabriel Fiessinger

Franz Gabriel Fiessinger (auch: Gabriel Fiesinger; * 7. Februar 1752 in Offenburg; † 2. Februar 1807 in London) war ein deutscher Kupferstecher und Zeichner.

## Leben
Geboren als Sohn des Offenburger Seilers Franz Gabriel Fiessinger (1723–1788) und dessen Ehefrau Elisabeth, geb. Glattfelder, besuchte Fiessinger wahrscheinlich in Offenburg das Gymnasium des Franziskanerordens. 1766 war er am „Konvict ad Carolum Borromäum“ der Universität Heidelberg eingeschrieben, zwei Jahre später war er Student an der Universität Straßburg. Die in der älteren Literatur aufgestellte Behauptung, Fiessinger sei vor 1773 Mitglied des Jesuitenordens gewesen, lässt sich nicht durch Quellen bestätigen. Am 11. März 1773 wurde Fiessinger in die Wiener Akademie aufgenommen. Neben dem Studium absolvierte er eine Lehre (mit Kost und Logis) bei dem akademischen Maler Joseph Stöber, dem Vater von Franz Xaver Stöber. In dieser Zeit war er mit dem Bildhauer Johann Martin Fischer befreundet. Mitte der 1780er Jahre war er in Paris tätig als Reproduktionsstecher tätig. Während der Französischen Revolution hielt er sich in London auf. Von 1798 bis 1802 lebte er wieder in Paris, ab 1802 wieder in London, wo er am 2. Februar 1807 starb.
Er schuf zahlreiche Reproduktionsstiche, vor allem von Persönlichkeiten seiner Epoche; der bekannteste dürfte derjenige sein, welcher Napoleon Bonaparte als italienischen General darstellt.